# 로베르 에브라
로베르 에브라(Robert Hébras, 1925년 6월 29일 ~ 2023년 2월 11일)는 1944년 6월 10일 나치 독일의 무장친위대 다스 라이히 기갑사단에 의해 자행된 오라두르쉬르글란 학살에서 살아남은 단 6명 중 한 명이다.
그는 오라두르쉬르글란에서 전차 정비원 장(Jean)과 재봉사 마리(Marie)의 아들로 태어났다. 학살을 저지른 대대를 지휘했던 무장친위대 장교 아돌프 디크만은 우연히 에브라스의 19번째 생일이던 1944년 6월 29일 노르망디에서 전사했다.
2014년, 그는 회고록 《Avant que ma voix s’éteigne》를 출판했다. 에브라스는 2023년 2월 11일 97세의 나이로 사망했다. 그는 오라두르쉬르글란 학살의 마지막 생존자였다.

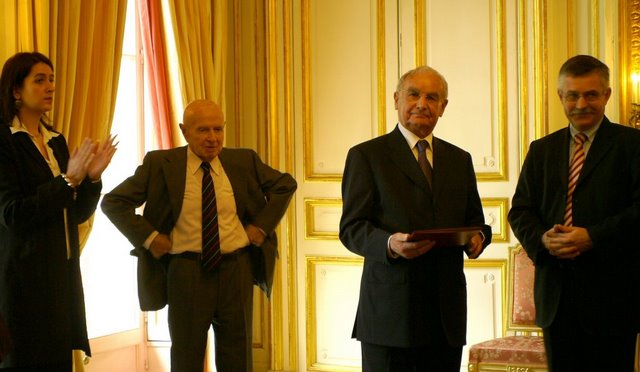
로베르 에브라스의 손녀 델핀 에브라스, 99세의 장 세로그, 로베르 에브라스, 주파리 오스트리아 대사 후베르트 하이스 (왼쪽부터)

## 서훈
- 레지옹 도뇌르 장교 (2010년 7월 13일)[5]
  - 레지옹 도뇌르 슈발리에 (2001년 6월 9일)[6]
- 국가공로훈장 지휘관 (2022년 1월 25일)[7]
- 학술공로훈장 지휘관 (2019년 11월 30일)[8]
- 독일연방공화국 공로장 (2015년 6월 2일)[9]

## 참고 문헌
- Hébras, Robert (1992). 《Oradour-Sur-Glane, Le drame heure par heure》 [오라두르쉬르글란, 시간별 드라마] (프랑스어). Editions C.M.D. ISBN 2-909826-00-7.
- Desourtreaux, André; Hébras, Robert (2003). 《Oradour/Glane, notre village assassiné》 [오라두르/글란, 우리 학살된 마을] (프랑스어). Chemins de la Memoire. ISBN 2-84702-003-9.